# Ica bokförlag
Ica bokförlag är ett svenskt fackboksförlag.
Ica bokförlag ger ut kokböcker, handböcker om trädgårdsskötsel, biografier och aktuella debattböcker. Förlaget grundades 1945 och ingick till 2014 i Forma Books. Det ingår sedan 2014 i Massolit förlag.